# Viacamp y Litera
Viacamp y Litera (aragónul és katalánul: Viacamp i Lliterà) község Spanyolországban, Huesca tartományban. Viacamp y Litera Àger, Os de Balaguer, Sant Esteve de la Sarga, Puente de Montañana, Tolva, Benabarre és Estopiñán del Castillo községekkel határos. Lakosainak száma 41 fő (2024).

## Népesség
A település népessége az utóbbi években az alábbiak szerint változott:
| Lakosok száma | 30   | 26   | 25   | 50   | 51   | 43   | 35   | 36   | 39   | 41   |
|               | 2001 | 2004 | 2007 | 2009 | 2012 | 2014 | 2017 | 2019 | 2022 | 2024 |